# (61208) Stonařov
(61208) Stonařov – planetoida z pasa głównego okrążająca Słońce w ciągu 3 lat i 169 dni w średniej odległości 2,28 j.a. Została odkryta 30 lipca 2000 roku w Obserwatorium Kleť w pobliżu Czeskich Budziejowic przez Janę Tichą i Miloša Tichego. Nazwa planetoidy pochodzi od Stonařova, niewielkiej miejscowości na Morawach, gdzie 22 maja 1808 roku spadł meteoryt z grupy achondrytów związany z planetoidą (4) Westa. Nazwa została nadana z okazji 200. rocznicy upadku meteorytu oraz odkrycia 29 marca 1807 roku Westy. Przed nadaniem nazwy planetoida nosiła oznaczenie tymczasowe (61208) 2000 OD8.